# Église Sainte-Eulalie de Champniers
Pour les articles homonymes, voir Église Sainte-Eulalie.
L'église Sainte-Eulalie est une église catholique située à Champniers, en France.

## Localisation
L'église est située dans le département français de la Charente, sur la commune de Champniers.

## Historique
Au XIIe siècle, l’église paroissiale Sainte-Eulalie est construite sur les fondations d’une église plus ancienne. 
Composée d’une nef unique, d’un transept et d’une abside en hémicycle sans travée de chœur, elle subit plusieurs modifications jusqu’en 1863 où une importante restauration modifie la façade. 
Des restaurations importantes ont eu lieu aux XVIIIe et XIXe siècles. C'est au cours de ce dernier siècle que fut construite la façade et que furent reconstruites les deux travées ouest de la nef.
L'édifice est classé au titre des monuments historiques en 1913.